# Magrin
Magrin es una comuna francesa situada en el departamento de Tarn, en la región de Occitania.

## Demografía
| 173 | 147 | 109 | 110 | 106 | 113 | 131 |
| Para los censos de 1962 a 1999 la población legal corresponde a la población sin duplicidades (Fuente: INSEE [Consultar]) |     |     |     |     |     |     |